# Lista episoadelor din Shaman King
| Nr. Ep | Titlul oficial englez/Titlul original tradus în engleză/Tilul original în japoneză/Titlul original tradus în română/Titlul englez tradus în română                | Data difuzării originale | Data difuzării în SUA |
| ------ | --- | ------------------------ | --------------------- |
| 1      | Yoh, Morty!/The Boy Who Dances With Ghosts/"Yūrei to Odoru Shōnen" (幽霊と踊る少年) /Băiatul Care Dansează Cu Fantome/ Yoh, Morty!                                | 4 iulie 2001             | 30 august 2003        |
| 2      | Guardian Ghost/Waiting Samurai/Matsu Samurai" (待つサムライ) /Samurai În Așteptare/Fantomă Protectoare                                                            | 11 iulie 2001            | 13 septembrie 2003    |
| 3      | Lenny/Another Shaman/Mou Hitori no Shāman" (もう一人のシャーマン) /Un alt Shaman/Lenny                                                                            | 18 iulie 2001            | 20 septembrie 2003    |
| 4      | Perfect Unity/Hyoi 100%/Hyōi Hyaku" (憑依100) /Hyoi 100%/Unire Perfectă                                                                                           | 25 iulie 2001            | 27 septembrie 2003    |
| 5      | A New Order/A Shaman Who Is Mature For Her Age/Oshama na Shāman" (おシャマなシャーマン) /O Shamană Care E Matură Pentru Vârsta Ei/Un Nou Ordin                    | 1 august 2001            | 4 octombrie 2003      |
| 6      | The Kung-Fu Master/Kung-Fu Master/Kan Fū masutā" (カンフーマスター) /Maestru Kung-Fu/Maestrul Kung-Fu                                                             | 8 august 2001            | 11 octombrie 2003     |
| 7      | Pai Long Attacks!/Pailong, Fists of Fury/Pairon Ikari no Ippatsu" (パイロン怒りの一発) /Pailong, Pumnii Furieri/Pai Long Atacă!                                   | 15 august 2001           | 18 octombrie 2003     |
| 8      | The Rio Deal/Shaman Life/Shāman Raifu" (シャーマンライフ)/Viața de Shaman/Înțelegerea Rio                                                                         | 22 august 2001           | 25 octombrie 2003     |
| 9      | Northern Boarder/The Boy From The North/Kita no Kuni kara kita Shōnen" (北の国から来た少年) /Baiatul din Nord/Northern Boarder                                    | 29 august 2001           | 1 noiembrie 2003      |
| 10     | The Infamous Tokageroh/Fate of 600 Years/Innen Rokupyaku Nen" (因縁600年) /Soarta a 600 de Ani/Infamul Tokageroh                                                  | 5 septembrie 2001        | 8 noiembrie 2003      |
| 11     | Vendetta/Rain That Falls In Spring/Haru ni Furu Ame" (春にふる雨) /Ploaia Care Cade În Primăvară/Vendetta                                                         | 12 septembrie 2001       | 15 noiembrie 2003     |
| 12     | A New Shaman/The Star that Signals the Beginning/Hajimari o Tsugeru Hoshi" (始まりを告げる星) /Steaua Care Anunță Începutul/Un Nou Shaman                         | 19 septembrie 2001       | 22 noiembrie 2003     |
| 13     | The Destiny Star/Over Soul/Ōbā Sōru" (オーバーソウル) /Peste Suflet/Steaua Destinului                                                                             | 26 septembrie 2001       | 29 noiembrie 2003     |
| 14     | The Shaman Fight/Shaman Fight/Shāman Faito" (シャーマンファイト) /Luptă Shaman/Lupta Shaman                                                                       | 3 octombrie 2001         | 6 decembrie 2003      |
| 15     | Faust VIII/Bone Killers/Bōn Kirāzu" (ボーン·キラーズ) /Ucigașii Oaselor/Faust VIII                                                                                | 10 octombrie 2001        | 14 februarie 2004     |
| 16     | The Rain Of Bones/Faust Love/Fausuto Ravu" (ファウスト·ラヴ) /Dragostea lui Faust/Ploaia de Oase                                                                  | 17 octombrie 2001        | 21 februarie 2004     |
| 17     | Road Trip/Two People's Journey to the Best Place/Besuto Pureisu Futari Tabi" (ベストプレイス二人旅) /Călătoria a Doi Oameni în Cel Mai Bun Loc/Excursie Rutieră   | 24 octombrie 2001        | 28 februarie 2004     |
| 18     | The Tunnel Of Tartarus/Yoh/Yō" (よう) /Yoh/Tunelul din Tartarus                                                                                                   | 31 octombrie 2001        | 4 martie 2004         |
| 19     | Yoh vs. Lenny/Big Souls of the Two/Futari no Biggu Sōru" (2人のビッグソウル) /Marile Suflete ale celor Doi/Yoh contra Lenny                                       | 7 noiembrie 2001         | 13 martie 2004        |
| 20     | One, Two, Three, Draw/Soul Mata Cemetery/Sōru Mata Reien" (ソウル摩多霊園) /Cimitirul Soul Mata/Unu, Doi, Trei, Trage                                             | 14 noiembrie 2001        | 20 martie 2004        |
| 21     | A Call to Adventure/Believe/Birību" (ビリーブ) /Crede/O Chemare catre Aventură                                                                                    | 21 noiembrie 2001        | 27 martie 2004        |
| 22     | The Dynasty Challenged/Our Deadly Blows/Oretachi no Hissatsu Waza" (オレたちの必殺技) /Loviturile Noastre Mortale/Dinastia Provocată                              | 28 noiembrie 2001        | 3 aprilie 2004        |
| 23     | The Dynasty Fight/Awakened Nyan Nyan Doushi/Yomigaeru Nyan Nyan Dōshi" (蘇る娘娘道士) /Nyan Nyan Doushi Trezită/Lupta Dinastiei                                   | 5 decembrie 2001         | 10 aprilie 2004       |
| 24     | The Invincible Tao En/A New Dynasty/"Fujimi no Tao En" (不死身の道円) / Invincibilul Tao En/O Nouă Dinastie                                                       | 12 decembrie 2001        | 17 aprilie 2004       |
| 25     | A Shaman's Journey/Shaman Journey/"Shāman e no Tabi" (シャーマンへの旅) / Călătoria unui șaman/Călătorie Shaman                                                   | 19 decembrie 2001        | 24 aprilie 2004       |
| 26     | Big America/The Second Round Begins/"Biggu Amerika" (ビッグ·アメリカ) /America mare/Runda a doua începe                                                           | 26 decembrie 2001        | 18 septembrie 2004    |
| 27     | Dowsing Revolution/The Dowser/"Daujingu Reboryūshon" (ダウジング·レボリューション)/Revoluția Biogeofizică/Biogeofizicul                                           | 9 ianuarie 2002          | 25 septembrie 2004    |
| 28     | Lyserg's Revenge/Lost Boy Found/"Rizerugu Ribenjā" (リゼルグリベンジャー)/Revanșa lui Lyserg/Băiatul pierdut a fost găsit                                         | 16 ianuarie 2002         | 2 octombrie 2004      |
| 29     | Super Guts/The Nature of Nature/"Mera Konjō" (メラ根性)/Super Intestine/Natura Naturii                                                                            | 23 ianuarie 2002         | 9 octombrie 2004      |
| 30     | The Stolen Oracle Bell/Oracle Bell Down/"Ubawareta Orakuru Beru" (うばわれたオラクルベル)/Clopotul Oracul Furat/Clopotul Oracul Jos                               | 30 ianuarie 2002         | 16 octombrie 2004     |
| 31     | Forest of Spirits/Ghost Town/"Seirei no Mori" (精霊の森)/Pădurea Spiritelor/Orașul Fantomă                                                                        | 6 februarie 2002         | 23 octombrie 2004     |
| 32     | Horohoro’s Taste of a Bitter Friendship/A Very Trey Day/"Horohoro Nigai Tomo no Aji" (ホロホロ苦い友の味)/Gustul prieteniei amare a lui Horohoro/O zi foarte Trey | 13 februarie 2002        | 30 octombrie 2004     |
| 33     | The Mysterious Asakura/Zeke Attack/"Himitsu na Asakura" (ひみつな麻倉)/Misteriosul Asakura/Atacul lui Zeke                                                        | 20 februarie 2002        | 6 noiembrie 2004      |
| 34     | American Hot Springs/The Great Western Spa/"Amerika Onsen" (アメリカ温泉)/Primăveri călduroase Americane/Marele Spa din Vest                                      | 27 februarie 2002        | 13 noiembrie 2004     |
| 35     | The Vampire Legend/Vampire Ambush/"Kyūketsuki Densetsu" (吸血鬼伝説) /Legenda Vampirului/Ambuscada de vampiri                                                     | 6 martie 2002            | 20 noiembrie 2004     |
| 36     | Angel's Pistol" / Winged Destroyers/"Tenshi no Pisutoru" (天使のピストル)/Pistolul Îngerului/Distrugătorii înaripați                                              | 13 martie 2002           | 27 noiembrie 2004     |
| 37     | Joke King/Punch Line/"Jōdan Kingu" (ジョーダンキング)/Regele glumelor/Poantă                                                                                      | 20 martie 2002           | 4 decembrie 2004      |
| 38     | The Legend of Seminoa/Five Great Chiefs/"Seminoa no denshōka" (セミノアの伝承歌)/Legenda lui Seminoa/5 Căpetenii Grozave                                          | 27 martie 2002           | 11 decembrie 2004     |
| 39     | Flower Team/Goth Assault/"Hanagumi" (花組)/Echipa Floare/Asalt Goth                                                                                               | 3 aprilie 2002           | 18 decembrie 2004     |
| 40     | Chou Senji Ryakketsu/A Touch of Evil/"Chō Senjiryakketsu" (超·占事略決)/Caseta de prânz pentru justiție/O atingere a Diavolului                                   | 10 aprilie 2002          | 22 ianuarie 2005      |
| 41     | Explosive Over Souls/Goth Rematch/"Baretsu Ōbā Sōru" (爆れつオーバーソウル)/Explozibil peste Suflete/Revanș Gothicilor                                            | 17 aprilie 2002          | 29 ianuarie 2005      |
| 42     | Spirit of Sword/The Double Medium/"Supiritto Obu Sōdo" (スピリットオブソード)/Spiritul Sabiei/Dublu Mediu                                                         | 25 aprilie 2002          | 5 februarie 2005      |
| 43     | Battle of Gods/Lost Lyserg/"Kamigami no Tatakai" (神々の闘い)/Bătălia Zeilor/Lyersg cel pierdut                                                                   | 1 mai 2002               | 12 februarie 2005     |
| 44     | One More Push/The Ice Team Cometh/"Mō Hito Funbari" (もうひとふんばり)/Înca o împingere/Echipa Gheața Cometă                                                      | 8 mai 2002               | 19 februarie 2005     |
| 45     | Great Spirits/Dobi Village or Bust/"Gurēto Supirittsu" (グレートスピリッツ)/Spirite Mari/Dobi Satul sau Bustul                                                    | 15 mai 2002              | 26 februarie 2005     |
| 46     | The Dead Spirit of Tao/Family Feud/"Tao no Bōrei" (道(タオ)の亡霊)/Spiritul Mort al lui Tao/Familia Feud                                                          | 22 mai 2002              | 5 martie 2005         |
| 47     | Really Naive/Sand Storm/"Mera Junjō" (メラ純情)/Foarte naiv/Furtuna de nisip                                                                                      | 29 mai 2002              | 12 martie 2005        |
| 48     | Dragon Missionary/The Prophecy/"Doragon no Dendōshi" (ドラゴンの伝道師)/Dragon misionar/Profeția                                                                  | 5 iunie 2002             | 19 martie 2005        |
| 49     | Doctor Doctor/Gladiators/"Dokutā Dokutā" (ドクタードクター)/Doctor Doctor/Gladiatori                                                                              | 12 iunie 2002            | 26 martie 2005        |
| 50     | I Have a Darkness in My Heart/Heart of Darkness/"Ore no Kokoro nya Yami ga Aru" (オレの心にゃ闇がある)/Am un în întuneric în inima mea/Inima de Întuneric         | 19 iunie 2002            | 2 aprilie 2005        |
| 51     | Shaman Hunt/Spirit Busters/"Shāman Hanto" (シャーマンハント)/Vânatoare de Șamani/Distrugătorii de Spirite                                                         | 26 iunie 2002            | 9 aprilie 2005        |
| 52     | Special Training!? Everyone Gathers/The Way of the Rice/"Tokkun da yo!? Zenin Shūgō" (特訓だよ!?全員集合)/Antrenament special!? Toată lumea adună/Calea orezului  | 3 iulie 2002             | 16 aprilie 2005       |
| 53     | Bye Bye/Double Jeopardy/"Baibai" (バイバイ)/Pa pa/Dublă primejdie                                                                                                 | 10 iulie 2002            | 23 aprilie 2005       |
| 54     | The Eighth Angel/X-Caliber/"Hachi-Banme no Tenshi" (8番目の天使)/Îngerul Luminat/Excalibur                                                                        | 17 iulie 2002            | 30 aprilie 2005       |
| 55     | Gate of Babylon/Bait and Switch/"Gēto Obu Babiron" (ゲートオブバビロン)/Poarta Babilonului/Momeală și schimbare                                                   | 24 iulie 2002            | 2 iulie 2005          |
| 56     | Door of Babylon/The Door to Babylon/"Babiron no Tobira" (バビロンの扉)/Ușa Babilonului                                                                            | 31 iulie 2002            | 9 iulie 2005          |
| 57     | The Shaman Fight Ends?/Secret Path/"Shāman Faito Shūryō?" (シャーマンファイト終了?)/Concursul Shaman se termină?/Calea Secretă                                    | 7 august 2002            | 16 iulie 2005         |
| 58     | Flaming Angel/ The Forbidden Forest/"Enjō Enjeru" (炎上エンジェル)/Îngerul Înflăcărat/Pădurea Interzisă                                                           | 14 august 2002           | 23 iulie 2005         |
| 59     | Holy Ground of the Stars/A New Dimension/"Hoshi no Seichi" (星の聖地)/Pământul sfânt al stelelor/O nouă dimensiune                                                | 21 august 2002           | 30 iulie 2005         |
| 60     | Friend/Unity/"Tomodachi" (友達)/Prieten/Unire | 28 august 2002           | 6 august 2005         |
| 61     | Eternal Farewell/Yoh and Goodbye/"Eien ni Sayonara" (永遠にサヨナラ)/Rămas bun etern/La revedere Yoh                                                              | 4 septembrie 2002        | 13 august 2005        |
| 62     | Die! Collision!/Rage and Furyoku/"Dai! Gekitotsu!" (DIE·激突!)/Mori! Coliziune!/Nervi și Furyoku                                                                  | 11 septembrie 2002       | 20 august 2005        |
| 63     | A Place Where I Belong/The King is Dead/"Aru beki Basho" (在るべき場所)/Un loc unde aparțin/Regele e Mort                                                         | 18 septembrie 2002       | 27 august 2005        |
| 64     | Epilogue/Long Live the King/"Epirōgu" (エピローグ)/Epilog/Trăiască Regele                                                                                         | 25 septembrie 2002       | 3 septembrie 2005     |